# Hawthorn Football Club
El Hawthorn Football Club és un club professional de futbol australià australià de la ciutat de Melbourne que disputa l'Australian Football League.

## Palmarès
- Australian Football League: 1961, 1971, 1976, 1978, 1983, 1986, 1988, 1989, 1991, 2008, 2013, 2014, 2015
- Minor Premiers (fase regular): 1961, 1963, 1971, 1975, 1983, 1986, 1988, 1989
- Campionat d'Austràlia: 1971, 1976
- McClelland Trophy: 1961, 1971, 1984, 1985, 1986, 1988